# Góry Małchańskie
Góry Małchańskie (ros.: Малханский хребет, Małchanskij chriebiet) – pasmo górskie w azjatyckiej części Rosji, na południu Zabajkala, w Kraju Zabajkalskim i Buriacji. Rozciąga się na długości ok. 250 km i wznosi się średnio na wysokość 1200–1300 m n.p.m. Najwyższy szczyt osiąga 1735 m n.p.m. Pasmo zbudowane głównie z granodiorytów, granitów i łupków. Występują charakterystyczne płaskie wierzchowiny. Zbocza pokryte tajgą (sosnową na południu, modrzewiową na północy).